# Calothamnus schaueri
Calothamnus schaueri är en myrtenväxtart som beskrevs av Johann Georg Christian Lehmann. Calothamnus schaueri ingår i släktet Calothamnus och familjen myrtenväxter. Inga underarter finns listade i Catalogue of Life.